# ビクトリー船
ビクトリー船（ビクトリーせん、英語: Victory ship）は、第二次世界大戦中ドイツのUボートの攻撃によって失われた船を代替するために北アメリカの造船所で大量に建造された貨物船の型である。これ以前に建造されていたリバティ船に比べてより新しい設計で、いくらか大型になり、より強力な蒸気タービンを備えて、Uボートにとって攻撃するのが難しい高速輸送船団に加入できるよう、より高速を発揮できるようになっていた。合計で531隻のビクトリー船が建造された。

## VC2設計

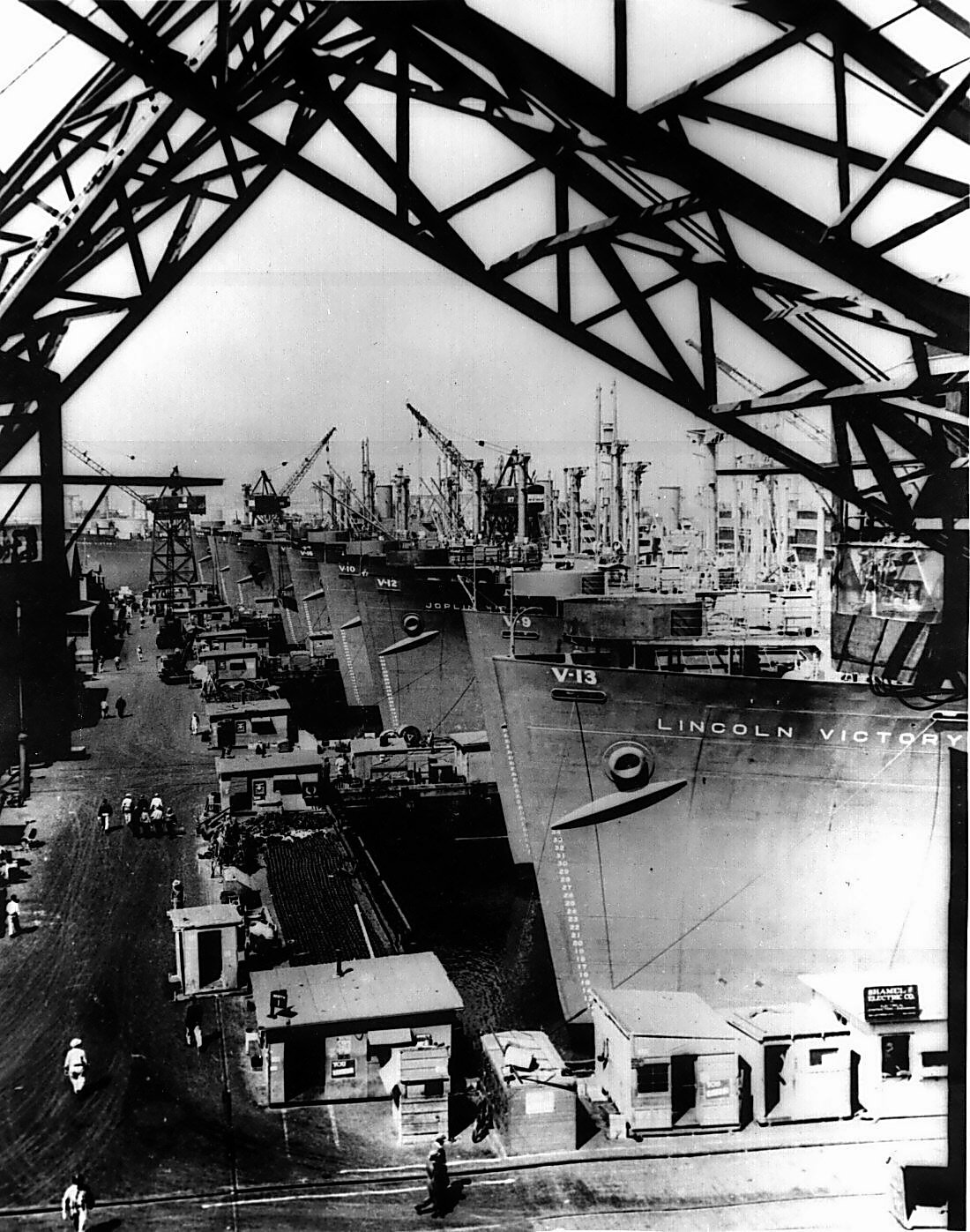
カリフォルニア州ロサンゼルスのカリフォルニア造船に並ぶビクトリー船

合衆国戦時海運管理局が1942年2月に設立されて最初に行ったことの一つとして、後にビクトリー級として知られることになる船の設計を依頼するということがあった。当初はEC2-S-AP1という記号が与えられており、EC2はEmergency Cargo type 2（積載時水線長400フィートから450フィート、120メートルから140メートル）を、Sは蒸気タービン推進を、AP1は船尾1軸スクリュープロペラを意味した。EC2-S-C1はリバティ船の設計であった。1943年4月28日にビクトリー船という名前が公式に採用され、記号はVC2-S-AP1と改められた。こうした船は、緊急造船計画の下で建造された。
ビクトリー船の設計は、大量建造に成功していたリバティ船の拡張であった。ビクトリー船はリバティ船よりいくらか大きく、全長は14フィート（4.3メートル）長い455フィート（139メートル）、幅は6フィート（1.8メートル）広い62フィート（19メートル）、積載時喫水は1フィート深く28フィート（8.5メートル）であった。排水量トンの増加量は1,000トンに満たず、15,200トンであった。船首楼を高くし、より洗練された船殻設計により高い速度を出せるようになっており、リバティ船とはかなり異なった外観となっていた。
Uボートの攻撃に対する脆弱性を減らすため、ビクトリー船はリバティ船より4ノットから6ノット速い、15ノットから17ノット（28 - 31 km/h）を出せるようになっており、航続距離も長くなっていた。速度の向上は、より新しく効率的な機関によって達成されていた。リバティ船には2,500馬力（1,900キロワット）三段膨張蒸気機関が使われていたのに対し、ビクトリー船ではレンツ式レシプロ蒸気機関、蒸気タービンまたはディーゼルエンジンのいずれかを用いるように設計されており、6,000馬力から8,500馬力（4,500キロワットから6,300キロワット）を出した。ほとんどのビクトリー船は、戦争前期には供給が逼迫していて軍艦用に割り当てられていた蒸気タービンを採用していた。全船が石油燃焼ボイラーを装備したが、少数のカナダの船は石炭庫と石油タンクの双方を装備して完成した。他の改善点としては、蒸気駆動の補機を廃して電気駆動としたことが挙げられる。
リバティ船の何隻かで発生した船体の破壊の問題を避けるため、骨格部材の間隔を6インチ（150ミリメートル）広げて36インチ（910ミリメートル）とし、船の剛性を下げた。船体はリベットではなく溶接で組み立てられていた。
VC2-S-AP2型、VC2-S-AP3型およびVC2-M-AP4型には、対潜水艦用および対水上艦艇用として1門のMk 12 5インチ砲が船尾に装備され、また対航空機用として1門のMk 22 3インチ砲と8丁のエリコンKA 20 mm 機関砲が船首に装備されていた。こうした武装にはアメリカ合衆国海軍武装警備隊の要員が配置されていた。VC2-S-AP5型のハスケル級攻撃輸送艦は5インチ砲、4連装ボフォース 60口径40mm機関砲1門、2連装ボフォース 40mm機関砲4門、単装20mm機関砲10門を装備していた。ハスケル級にはアメリカ合衆国海軍の要員のみが乗り組んでいた。
ビクトリー船は、当時の貨物船としては船倉間の容積の比率が優れていたことで特筆される。ビクトリー船には5つの船倉があり、第1、第2、第5船倉はそれぞれ70,400、76,700、69,500立方フィートの容積があった。第3、第4船倉はそれぞれ136,100、100,300立方フィートの容積があった。ビクトリー船にはマスト、ブーム、デリッククレーンを備えており、必要であれば岸壁側のクレーンやガントリーがなくても自力で貨物を積み降ろしすることができた。

## 建造
最初のビクトリー船はユナイテッド・ビクトリーで、オレゴン造船において1944年1月12日に着工し、2月28日に完成して、その1か月後に処女航海を行った。アメリカ向けの船は、船名に「ビクトリー」を含む単語を使っていた。イギリス向け、カナダ向けはそれぞれ「フォート」および「パーク」を含んでいた。最初のユナイテッド・ビクトリーの後、34隻は連合国の国名にちなんで名づけられ、さらにその次の218隻はアメリカ合衆国の都市にちなんで名づけられ、その次の150隻は教育機関の名前にちなんで名づけられ、そして残りは様々な名前が与えられた。AP5型攻撃輸送艦に関しては、「ビクトリー」を含まず、アメリカ合衆国の郡の名前が付けられているが、1隻のみフランクリン・ルーズベルト大統領の末期の個人秘書であったマービン・マッキンタイヤにちなんでマービン・H・マッキンタイヤと名付けられた。
当初の就役はゆっくりで、1944年5月までに就役したのは15隻のみであったが、戦争終結までには531隻が建造された。管理局は、その後の132隻の発注をキャンセルしたが、アルコア汽船会社向けに1946年に3隻が建造されて、アメリカ合衆国での総建造数は534隻となった。
| 建造隻数 | 型        | 備考                          |
| -------- | --------- | ----------------------------- |
| 272      | VC2-S-AP2 | 6,000馬力 (4.5 MW) 一般貨物船 |
| 141      | VC2-S-AP3 | 8,500馬力 (6.3 MW) 一般貨物船 |
| 1        | VC2-M-AP4 | ディーゼルエンジン搭載型      |
| 117      | VC2-S-AP5 | ハスケル級攻撃輸送艦          |
| 3        | VC2-S-AP7 | 戦後完成型                    |

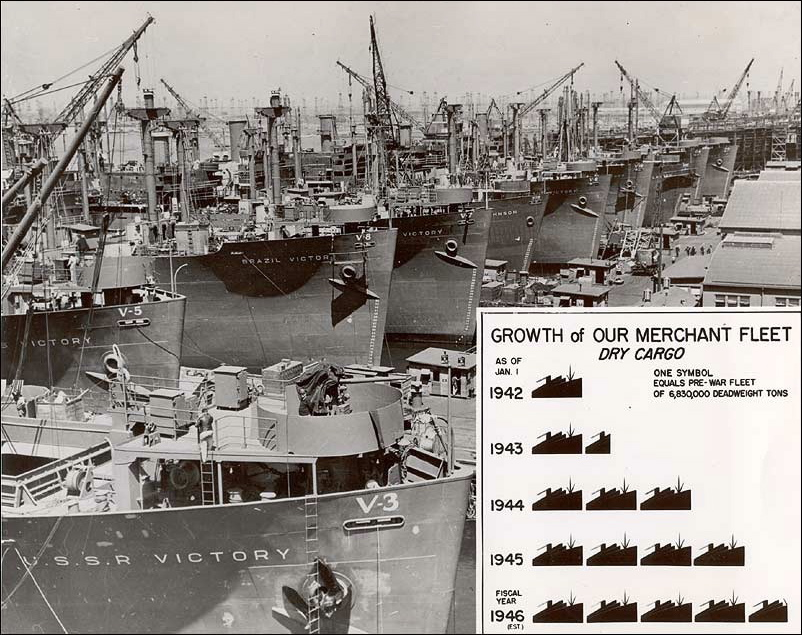
戦時海運管理局提供の1944年初期のカリフォルニア造船におけるビクトリー船建造の様子と、1945年5月時点のトン数ベースの建造量表

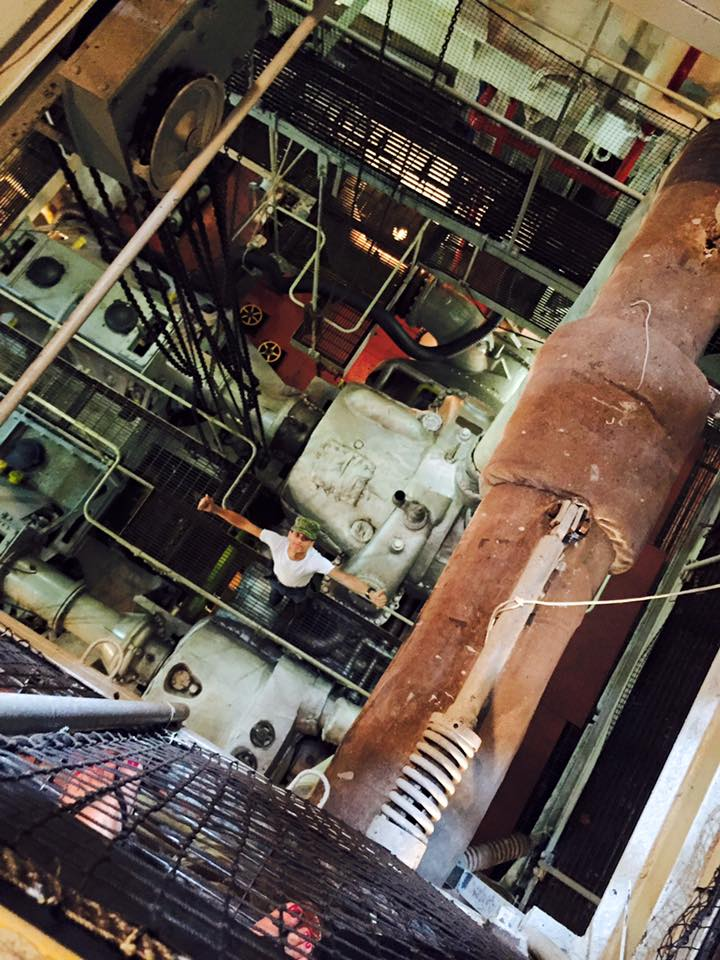
ビクトリー船の機関室

戦時建造中、414隻が一般貨物船で、117隻が攻撃輸送艦であった。最初のビクトリー船が登場した時点で大西洋の戦いはほぼ連合国の勝利に帰していたので、Uボートによって撃沈された船はなかった。3隻が1945年4月に日本の神風特別攻撃隊により撃沈されている。
第二次世界大戦後、マジック・カーペット作戦でアメリカ合衆国の将兵を帰国させるために、多くのビクトリー船が軍隊輸送船に改造された。合計で97隻のビクトリー船が、1隻あたり1,600人の将兵を運べるように改造された。改造にあたって、1つの寝床を複数人で交代使用するベッドまたはハンモックを縦3段に重ねたものと、食堂、運動室などが船倉にしつらえられた。
36隻ほどのビクトリー船が運用を続け、朝鮮戦争にも用いられ、またベトナム戦争では100隻のビクトリー船が用いられた。多くの船は売却されて商用の貨物船となり、わずかな船が旅客船となった。一部は合衆国海軍予備艦艦隊として係留され、その後解体されるか再使用された。多くの船は戦後改造され、何年にもわたって様々な用途に用いられた。1隻のVC2-M-AP4型ディーゼルエンジン搭載のエモリー・ビクトリーは、インディアン事務局によってノース・スターIIIとしてアラスカ水域で運用された。AP3型のサウス・ベンド・ビクトリーおよびタスキーギー・ビクトリーは、1957年から1958年にかけて海洋観測船のバウディッチおよびダットンにそれぞれ改造された。ダットンは、1966年に起きたパロマレス米軍機墜落事故で行方不明になった水素爆弾の探索作業に用いられた。
1959年から、予備艦隊から数隻の船を抽出して、アメリカ航空宇宙局 (NASA) 向けの装備をおこなった。例として、キングスポート・ビクトリーはキングスポートと改名されて、世界で最初の衛星通信船に改造された。またハイチ・ビクトリーはロングビューと改称され、初めて軌道から地球に戻ってきた人工物であるディスカバラー13号のノーズコーンを1960年8月11日に回収した。シェバーンは1969年から1970年にかけて距離計測船のレンジ・センティネルに改造され、弾道ミサイル試験の軌道に沿った追跡を行った。
4隻のビクトリー船が、展開中の潜水母艦へ魚雷、ポセイドンミサイル、パッケージ化された石油、予備部品を運搬する弾道ミサイル貨物船となった。
- ノーウォーク (T-AK-279) - ノーウォーク・ビクトリーとして建造
- ファーマン (T-AK-280) - ファーマン・ビクトリーとして建造
- ビクトリア (T-AK-281) - エチオピア・ビクトリーとして建造
- マーシュフィールド (T-AK-282) - マーシュフィールド・ビクトリーとして建造

1960年代にはアメリカ海軍によって2隻のビクトリー船が再稼働され、技術調査艦に改造され、船体分類記号はAGTRとされた。イラン・ビクトリーがベルモントとなり、シモンズ・ビクトリーがリバティーとなった。リバティーは1967年6月にイスラエル軍から攻撃を受けて大きく損傷し（リバティー号事件）、その後退役して海軍籍から除籍された。ベルモントは1970年に退役した。バトンルージュ・ビクトリーは1966年8月に南ベトナム解放民族戦線（ベトコン）の設置した機雷によってメコン川デルタ地帯に沈められ、一時的にサイゴンへの水路を塞いだ。

### 造船所
ほとんどのビクトリー船は、第二次世界大戦においてリバティ船、ビクトリー船やその他の船を建造するために設置された、西海岸にある6か所の造船所およびボルチモアの緊急造船所で建造された。ビクトリー船はこうした造船所にある能力の小さなクレーンで組み立てられるように設計された。一部の船はイギリスやカナダで建造された。
| 造船所                             | 位置                           | 建造隻数 | 型         | 型別隻数 | MCV船体番号                         | 備考                                             |
| ---------------------------------- | ------------------------------ | -------- | ---------- | -------- | ----------------------------------- | ------------------------------------------------ |
| ベスレヘム・フェアフィールド造船所 | メリーランド州ボルチモア       | 94       | VC2-S-AP2  | 93       | 602-653, 816-856                    | 23隻キャンセル                                   |
| ベスレヘム・フェアフィールド造船所 | メリーランド州ボルチモア       | 94       | VC2-M-AP4  | 1        | 654                                 | ディーゼルエンジン搭載型                         |
| カリフォルニア造船                 | カリフォルニア州ウィルミントン | 131      | VC2-S-AP3  | 32       | 1-24, 27, 29, 31–33, 37, 41, 42     |                                                  |
| カリフォルニア造船                 | カリフォルニア州ウィルミントン | 131      | VC2-S-AP5  | 30       | 25, 26, 28, 30, 34-36, 38-40, 43-62 | 63-66はバンクーバー建造に移管され812-815となった |
| カリフォルニア造船                 | カリフォルニア州ウィルミントン | 131      | VC2-S-AP2  | 69       | 67-84, 767-811, 885-890             | 10隻キャンセル                                   |
| カイザー造船所                     | ワシントン州バンクーバー       | 31       | VC2-S-AP5  | 31       | 655-681, 812-815                    | 17隻キャンセル                                   |
| オレゴン造船                       | オレゴン州ポートランド         | 136      | VC2-S-AP3  | 99       | 85-116, 147-189, 682-701, 872-875   | 19隻キャンセル                                   |
| オレゴン造船                       | オレゴン州ポートランド         | 136      | VC2-S-AP5  | 34       | 117-146, 860-863                    | 12隻キャンセル                                   |
| オレゴン造船                       | オレゴン州ポートランド         | 136      | VC2-S-AP7  | 1        | 866                                 | 当初AP5型                                        |
| オレゴン造船                       | オレゴン州ポートランド         | 136      | VC2-S1-AP7 | 2        | 876, 877                            | 当初AP3型                                        |
| パーマネンテイ/カイザー造船所1     | カリフォルニア州リッチモンド   | 53       | VC2-S-AP3  | 10       | 525-534                             |                                                  |
| パーマネンテイ/カイザー造船所1     | カリフォルニア州リッチモンド   | 53       | VC2-S-AP2  | 43       | 535-550, 581-596, 702-711           |                                                  |
| パーマネンテイ/カイザー造船所2     | カリフォルニア州リッチモンド   | 89       | VC2-S-AP5  | 22       | 552-573                             |                                                  |
| パーマネンテイ/カイザー造船所2     | カリフォルニア州リッチモンド   | 89       | VC2-S-AP2  | 67       | 574-580, 597-601, 712-766           |                                                  |

## ビクトリー船の型

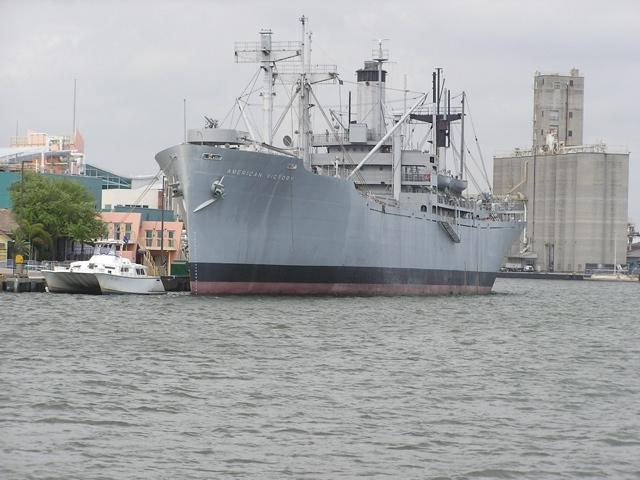
フロリダ州タンパで保存されているアメリカン・ビクトリー

- 合衆国商船隊（英語版）：第二次世界大戦中414隻のビクトリー船を使用、一部は朝鮮戦争やベトナム戦争でも使用された。
  - 97隻のビクトリー船が第二次世界大戦中一時的に兵員輸送船に改造された。
- ハスケル級攻撃輸送艦（英語版）：117隻、第二次世界大戦中のアメリカ海軍の兵員輸送船・強襲揚陸艦
- ボールダー・ビクトリー級貨物船：20隻、第二次世界大戦中のアメリカ海軍の貨物船
- プラット・ビクトリー（英語版）：1945年から1946年にかけて改造されて一時的に掃海艇として使われた。
- シーゴーイング・カウボーイズ（英語版）：1946年から1947年にかけて、救援用の家畜を輸送するために46隻の商船隊貨物船を改造して用いた。
- グリーンビル・ビクトリー級貨物船：1950年代に9隻のアメリカ海軍所有ビクトリー船が朝鮮戦争で用いられた。
- ルーテナント・ジェームズ・E・ロビンソン級貨物船：1950年に2隻を改造し、ルーテナント・ジェームズ・E・ロビンソン（英語版）とサージャント・ジャック・J・ペンドルトン（英語版）となる。
- バウディッチ級海洋観測船：1957年に3隻が改造され、バウディッチ（英語版）、ダットン（英語版）、マイケルソン（英語版）となった。
- フェニックス級雑役艦：1960年に3隻が改造され、フェニックス（英語版）、プロボ（英語版）、シャイアン（英語版）となった。
- ウォータータウン級ミサイル追跡艦：1960年に3隻が改造され、ウォータータウン（英語版）、ハンツビル（英語版）、ホィーリング（英語版）となった。
- ロングビュー級ミサイル追跡艦：1960年に3隻が改造され、ロングビュー（英語版）、リッチフィールド（英語版）、サニーベール（英語版）となった。
- 衛星通信船キングスポート：1961年に1隻が改造されてキングスポート（英語版）となった。
- ベルモント級技術調査艦：1963年に2隻が改造され、ベルモント（英語版）とリバティーとなった。
- 距離計測船レンジ・センティネル：1971年に1隻が改造された。

## 残っているビクトリー船の状況

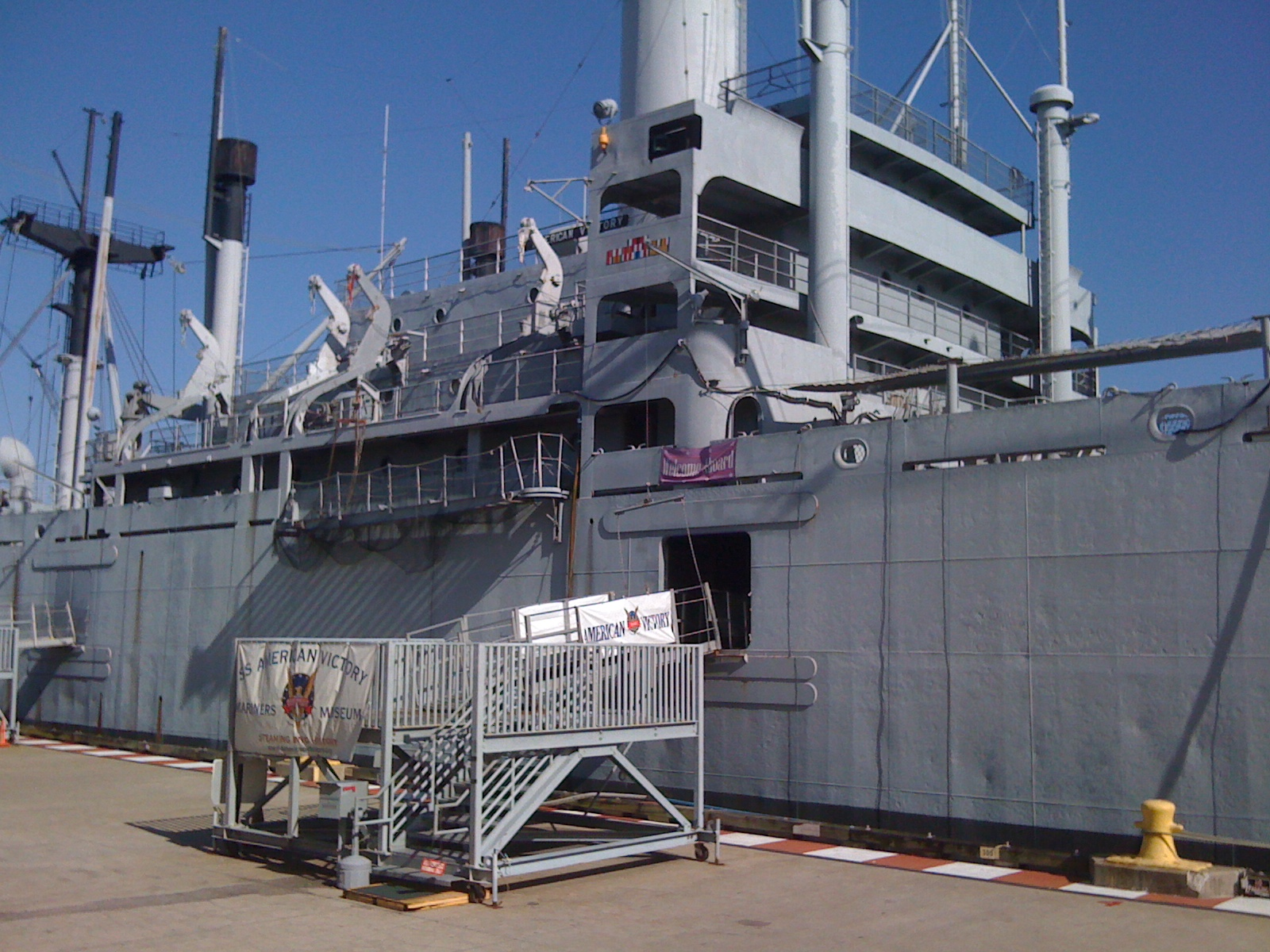
アメリカン・ビクトリーの右舷上部構造物

3隻が博物館船として一般公開されている。
- アメリカン・ビクトリー（英語版）：フロリダ州タンパ
- レーン・ビクトリー（英語版）：カリフォルニア州ロサンゼルス
- レッド・オーク・ビクトリー（英語版）：カリフォルニア州リッチモンド
  - リンカーン・ビクトリー（英語版）がパナマ湾で半分沈んだ状態となっている。リンカーン・ビクトリーは売却後シアン・ユンに改称された。シアン・ユンはパナマ運河で沈没し、クレーン船のエイジャックス（英語版）によりパナマ湾まで1972年に移動させられた[11][12][13]。